# Segregación transgresora
En genética, la segregación transgresora es la formación de fenotipos extremos, o fenotipos transgresivos, observados en poblaciones híbridas segregadas en comparación con los fenotipos observados en las líneas parentales. La aparición de estos fenotipos trangresivos (extremos) puede ser positiva o negativa en términos de aptitud. Si los alelos favorables de ambos padres se unen, dará como resultado que un híbrido tenga una aptitud física superior a la de los dos padres. Las especies híbridas mostrarán más variación genética y variación en la expresión génica que sus padres. Como resultado, la especie híbrida tendrá algunos rasgos que son de naturaleza transgresora (extrema). La segregación transgresiva puede permitir que una especie híbrida pueble diferentes ambientes/nichos en los que las especies parentales no residen o compiten en el entorno existente con las especies parentales. 

## Causas
Genético
Hay muchas causas para la segregación transgresora en los híbridos. Una causa puede deberse a la recombinación de alelos aditivos. La recombinación da como resultado nuevos pares de alelos en dos o más loci. Estos diferentes pares de alelos pueden dar lugar a nuevos fenotipos si la expresión génica ha cambiado en estos loci. Otra causa puede ser la tasa de mutación elevada. Cuando las tasas de mutación son altas, es más probable que ocurra una mutación y cause un cambio fenotípico extremo. La reducción de la estabilidad del desarrollo es otra causa de segregación transgresora. La estabilidad del desarrollo se refiere a la capacidad de un genotipo para pasar por un desarrollo constante de un fenotipo en un entorno ambiental determinado. Si hay una alteración debido a factores genéticos o ambientales, el genotipo será más sensible a los cambios fenotípicos. Otra causa surge de la interacción entre dos alelos de dos genes diferentes, también conocido como el efecto epistático. La epistasis es el evento cuando un alelo en un locus evita que un alelo en otro locus exprese su producto como si estuviera enmascarando su efecto. Por lo tanto, la epistasis puede estar relacionada con el dominio sobre el gen causado por la heterocigosidad en loci específicos. Lo que esto significa es que el heterocigoto (híbrido) en comparación con el homocigoto (padre) está mejor adaptado y, por lo tanto, muestra fenotipos más transgresores y extremos. Todas estas causas conducen a la aparición de estos fenotipos extremos y crean una especie híbrida que se desviará del nicho de especies parentales y eventualmente creará una especie "híbrida" individual. 
Ambiental
Además de los factores genéticos que causan únicamente la segregación transgresora, los factores ambientales pueden causar factores genéticos. Los factores ambientales que causan la segregación transgresora pueden estar influenciados por la actividad humana y el cambio climático. Tanto la actividad humana como el cambio climático tienen la capacidad de obligar a las especies de un genoma específico a interactuar con otras especies con genomas diferentes. 
Por ejemplo, si se construye un puente que conecta dos áreas aisladas entre sí, se abriría una puerta de flujo de genes. Esta puerta abierta aumentará las interacciones entre diferentes especies con diferentes genomas, puede crear especies híbridas que potencialmente pueden mostrar fenotipos transgresores. La actividad humana puede abrir la puerta del flujo de genes al realizar acciones dañinas, como la tala de bosques y la contaminación. El cambio climático, por otro lado, puede abrir la puerta del flujo de genes al romper las barreras climáticas y ambientales que estaban presentes antes. Esta convergencia entre especies puede dar lugar a una especie híbrida que tendrá más variación fenotípica en comparación con la especie original. Este aumento en la variación fenotípica tiene el potencial de que ocurra una segregación transgresora.

## Ejemplos de segregación transgresora
En Kenia, hay un hongo llamado septoria tritici blotch (STB) que disminuye el rendimiento en la cosecha de trigo. Las especies parentales de trigo tenían poca resistencia a STB, pero las especies híbridas debido a la segregación transgresora mostraron una mayor resistencia a STB y, por lo tanto, una mayor aptitud. Se puede crear una mayor resistencia a STB cruzando genes que sean eficientes. Como resultado, de 36 cruces, hubo 31 que mostraron una aptitud media más alta que el control, valor de los padres. Estos 31 cruces indican una mayor resistencia a STB. Los cruces utilizados eran de otros trigos comerciales de alto rendimiento, lo cual es ventajoso porque hay una menor probabilidad de que aparezcan elementos nocivos (rasgos no deseados) y, por lo tanto, un aumento en los rasgos beneficiosos. Se ha encontrado que la segregación transgresora es útil para crear una resistencia hacia este organismo a fin de aumentar el rendimiento de la cosecha de trigo.
Rieseberg usó girasoles para mostrar la segregación transgresora de los rasgos parentales. Helianthus annuus y Helianthus petiolaris son los dos grupos principales de los híbridos. Finalmente hubo tres especies híbridas de girasol. En comparación con la aptitud de los padres, los híbridos mostraron una mayor tolerancia en áreas en las que las especies parentales no podrían sobrevivir, es decir, marismas, dunas de arena y desiertos. La segregación transgresiva permitió que estos híbridos sobrevivieran en áreas que los padres no podrían. Por lo tanto, los híbridos se poblaron en áreas donde no estaban las especies parentales. Esto se debe a que las especies híbridas muestran más expresión génica (fenotipos) que sus padres y también tienen algunos genes de naturaleza transgresora (extrema).

## Prueba de segregación transgresora
Hay muchas formas de probar si la segregación transgresora ocurrió dentro de una población. Una forma común de evaluar la segregación transgresiva es utilizar una prueba de Dunnett. Esta prueba analiza si el rendimiento de la especie híbrida fue diferente del grupo de control al observar si la media del grupo de control (especie parental) difiere significativamente de la media de los otros grupos. Si hay una diferencia, eso es una indicación de segregación transgresora. Otra prueba de uso común es el uso de loci de rasgos cuantitativos (QTL) para evaluar la segregación transgresora. Los alelos con QTL que se opusieron (ya sea por exceso o predominio) de los padres QTL parentales indican que se produjo una segregación transgresora. Los alelos con QTL que era lo mismo que el QTL progenitor predicho mostraron que no había segregación transgresora.

## Importancia
La segregación transgresiva crea una oportunidad para que surjan nuevas especies híbridas que estén más adaptadas que sus antepasados. Como se vio con el STB en Kenia y los girasoles de Rieseberg, la segregación transgresora se puede usar para crear una especie que sea más adaptable y resistente en áreas donde hay estrés ambiental. La segregación transgresiva puede verse como ingeniería genética en la forma en que el objetivo de cada uno de estos eventos es crear un organismo que esté más en forma que el anterior. 